# 이수형 (1974년)
이수형(1974년 ~ )은 대한민국의 문학평론가이다. 경상북도 의성에서 태어나 서울대학교 국어국문학과와 동 대학원을 나온 그는 서울대학교 교수학습개발센터 연구교수를 거쳐 현재 명지대학교 국어국문학과 교수(2013~)로 재직 중이며, 《문학과사회》 편집동인으로 활동하고 있다.

## 약력
2002년 《문학과사회》 신인문학상에 평론이 당선되어 등단했다. 2011년부터 《문학과사회》 편집동인(2011~)으로 활동 중이며, 현재 명지대학교 국어국문학과 교수(2013~)로 재직 중이다.

## 저서

### 비평집
- 《문학, 잉여의 몫》(문학과지성사, 2012)

### 연구서
- 《이청준과 교환의 서사》(역락, 2013)